# 高占祥
高占祥（1935年11月7日—2022年12月9日），笔名罗丁、高翔，男，北京通县人，河北省委副书记（1983-1986）、中华人民共和国文化部副部长（1986-1996）。

## 生平
高占祥是北京通县郝家府村人，1951年5月，入北京人民印刷厂工作，进入北京宣武红旗业余大学中文系和俄语系。1953年2月加入中国共产党，1951年5月至1964年5月先后任国营541厂（北京印钞厂保密厂名）工人，厂团委书记。1964年5月至1966年5月任共青团北京市委副书记、团中央委员。在文化大革命下放北京市平谷县。1972年11月至1978年10月任国营541厂党委副书记。1978年10月至1983年1月任共青团中央书记处书记、中华全国青年联合会（全国青联）副主席。1983年1月至1986年2月任河北省委副书记。1986年2月至1996年3月任中华人民共和国文化部副部长、党组副书记。1994年8月至2001年3月任中国文联党组书记，1996年12月至2001年12月任中国文联副主席。中华民族文化促进会主席、中国文学艺术基金会会长、中国社会名人工作委员会会长、中国京剧艺术基金会会长、中国国际农业电视协会主席。
高占祥是中国共产党第十二届中央候补委员，政协第七届全国委员会委员，政协第八届、九届、十届全国委员会常务委员。2022年12月9日在北京病逝，享年87岁。

### 身后争议
高占祥死后，第十二届全国政协常务委员、副秘书长朱永新追悼：“这些年来，高占祥一直在顽强地与病魔作斗争，身上的脏器换了好多，他戏称许多零件都不是自己的了。但是，疫情前的他仍然精神矍铄、思维敏捷、声音洪亮，完全不像一个病人。”引起国际媒体对于中华人民共和国器官移植来源的关注，包括与胡鑫宇失踪案的联系。

### 政治关系
1979年，共青团中央在全国选拔人才，23岁的令计划被安排到团中央宣传部工作，担任团中央书记处书记高占祥的秘书。这样的起步，为令计划日后担任高层要职，奠定了重要基础。

## 作品
- 《文化力》
- 《新三字经》
- 《新千字文》（与赵缺合著）
- 《古韵新风》
- 《高占祥书法集》
- 《高占祥杂文选》
- 《高占祥散文选》
- 《四微堂序集》
- 《照耀生命的第二个太阳》等